# Campeonato Sudamericano de Voleibol Masculino Sub-21 de 2010
El XX Campeonato Sudamericano de Voleibol Masculino Sub-21 será un torneo de selecciones que se llevará a cabo en Santiago de Chile, Chile del 22 al 26 de septiembre de 2010. El torneo es organizado por la Confederación Sudamericana de Voleibol (CSV) y otorga dos cupos para el Campeonato Mundial de Voleibol Masculino Sub-21 de 2011.

## Equipos participantes
- Argentina
- Brasil
- Chile
- Colombia
- Paraguay
- Perú
- Uruguay
- Venezuela

## Primera fase

### Grupo A
– Clasificados a la Semifinales. 
     – Pasan a disputar la clasificación del 5.º al 8.º lugar.

## Resultados

### Clasificación 5.º y 8.º puesto
|  | Semifinales | Semifinales |   |      | Final      | Final |  |
|  |             |             |   |      |            |       |  |
|  |             |             |   |      |            |       |  |
|  |             |             |   |      |            |       |  |
|  | Perú        | 2           |   |      |            |       |  |
|  | Uruguay     | 3           |   |      |            |       |  |
|  |             |             |   |      |            |       |  |
|  |             |             |   |      |            |       |  |
|  |             |             |   |      | Uruguay    | 0     |  |
|  |             | Colombia    | 3 |      |            |       |  |
|  |             |             |   |      |            |       |  |
|  |             |             |   |      |            |       |  |
|  |             |             |   |      | 3.º puesto |       |  |
|  |             |             |   |      |            |       |  |
|  | Colombia    | 3           |   | Perú | 3          |       |  |
|  | Paraguay    | 0           |   |      | Paraguay   | 0     |  |

### Resultados
| Fase           | Fecha    | Encuentro           | Resultado | Set   | Set   | Set   | Set   | Set   | Puntuación total |
| Fase           | Fecha    | Encuentro           | Resultado | 1     | 2     | 3     | 4     | 5     | Puntuación total |
| -------------- | -------- | ------------------- | --------- | ----- | ----- | ----- | ----- | ----- | ---------------- |
| 5° al 8° lugar | 25-09-10 | Uruguay- Perú       | 3 - 2     | 19:25 | 23:25 | 25:20 | 28:26 | 15:13 | 110 - 109        |
| 5° al 8° lugar | 25-09-10 | Colombia - Paraguay | 3 - 0     | 25:10 | 25:17 | 25:18 |       |       | 75 - 45          |
| 7° lugar       | 26-09-10 | Perú - Paraguay     | 3 - 0     | 26:24 | 29:27 | 25:20 |       |       | 80 - 71          |
| 5° lugar       | 26-09-10 | Colombia - Uruguay  | 3 - 0     | 27:25 | 25:16 | 25:14 |       |       | 77 - 55          |

## Fase final

### Final 1.º y 3.º puesto
|  | Semifinales | Semifinales |   |           | Final      | Final |  |
|  |             |             |   |           |            |       |  |
|  |             |             |   |           |            |       |  |
|  |             |             |   |           |            |       |  |
|  | Brasil      | 3           |   |           |            |       |  |
|  | Venezuela   | 2           |   |           |            |       |  |
|  |             |             |   |           |            |       |  |
|  |             |             |   |           |            |       |  |
|  |             |             |   |           | Brasil     | 3     |  |
|  |             | Argentina   | 0 |           |            |       |  |
|  |             |             |   |           |            |       |  |
|  |             |             |   |           |            |       |  |
|  |             |             |   |           | 3.º puesto |       |  |
|  |             |             |   |           |            |       |  |
|  | Argentina   | 3           |   | Venezuela | 3          |       |  |
|  | Chile       | 0           |   |           | Chile      | 1     |  |

### Resultados
| Fase      | Fecha    | Encuentro          | Resultado | Set   | Set   | Set   | Set   | Set   | Puntuación total |
| Fase      | Fecha    | Encuentro          | Resultado | 1     | 2     | 3     | 4     | 5     | Puntuación total |
| --------- | -------- | ------------------ | --------- | ----- | ----- | ----- | ----- | ----- | ---------------- |
| Semifinal | 25-09-10 | Brasil- Venezuela  | 3 - 2     | 25:16 | 25:23 | 20:25 | 16:25 | 15:13 | 101 - 102        |
| Semifinal | 25-09-10 | Argentina - Chile  | 3 - 0     | 25:17 | 25:19 | 25:16 |       |       | 75 - 52          |
| 3° lugar  | 26-09-10 | Venezuela - Chile  | 3 - 1     | 37:35 | 25:20 | 21:25 | 25:18 |       | 108 - 98         |
| Final     | 26-09-10 | Brasil - Argentina | 3 - 0     | 28:26 | 29:27 | 32:30 |       |       | 89 - 83          |

## Campeón
| Brasil            |
| Campeón           |
| Brasil 17° título |

## Posiciones finales
| Pos | Equipo    |
| --- | --------- |
|     | Brasil    |
|     | Argentina |
|     | Venezuela |
| 4   | Chile     |
| 5   | Colombia  |
| 6   | Uruguay   |
| 7   | Perú      |
| 8   | Paraguay  |

## Clasificados alCampeonato Mundial de Voleibol Masculino sub-21 de 2011
| Bandera de Brasil | Bandera de Argentina |
| Brasil            | Argentina            |